# Onthophagus melitaeus
Onthophagus melitaeus är en skalbaggsart som beskrevs av Johan Christian Fabricius 1798. Onthophagus melitaeus ingår i släktet Onthophagus och familjen bladhorningar. Inga underarter finns listade i Catalogue of Life.